# ده کهنه (مرودشت)
ده کهنه روستایی از توابع بخش کامفیروز شهرستان مرودشت در استان فارس ایران است. این روستا قدیمی‌ترین روستا در هر دو بخش کامفیروز شمالی و جنوبی و سندی بر هویت چند هزار ساله کامفیروز است.

## نام
- کام پیروز: کام در فارسی به معنای مراد است و پیروز جد انوشیروان ساسانی است، در زمان پیروز شاه خشکسالی و قحطی تاقت فرسا ایران را فرا می‌گیرد؛ وقتی پیروز شاه به این محل وارد شده در طلب باران دست به دعا برداشته و چون مرادشت حاصل شده شهری در این محل بنا نموده و کام پیروز نام می‌گذارد
- پالنگری: برگرفته از نام امیری سلجوقی بنام پالنگری بیگ
- ده کهنه: به معنای روستای قدیمی

## تاریخچه
اندکی بعد از روستای «حسین‌آباد» و به اعتباری، وصل به آن، روستای تاریخی «ده کهنه» قرار دارد. ده کهنهٔ امروز همان «پالنگری» قدیم است، لذا ثبت دفتری آن به نام «پالنگری کهنه» می‌باشد، به همین لحاظ به آن «ده کهنه» می‌گویند.
پالنگری» سرزمین افسانه‌ای ومحل شکل‌گیری افسانه‌ها ورؤیاهااست.
در حوالی «پالنگری» کنونی شهرک قدیمی به نام «قیطریه» برپا بوده است که محل تبعید گاه مجرمین در عهد کریم خان زند بوده است. هم چنین گفته شده که روزگاری «پالنگری» کهن از چنان آبادی و وسعت برخوردار بوده که یک رأس کهرهٔ پالنگرینی، بام به بام رفته تا به روستای «گرمه» رسیده است. بعضی‌ها می‌گویند آن کهره از «پالنگری» شروع کرده، بام به بام رفته تابه باغ نوسابق رسیده است، عدهٔ هم می‌گویند آن‌کهرهٔ کذایی ازباغ نوشروع کرده وبه «گرمه» تمام نموده است.
طبیعی است که جدول مهم «جلال‌آباد» رکن اصلی عظمت پالنگری کهنه (ده کهنه) محسوب شده ومی شود، دربارهٔ این جدول گفته شده که اول بار پالنگرینی‌ها این جدول را احداث نموده‌اند، آن‌ها می‌گویند: حفر این کانال به دستور سلطان جلال الدین خوارزم شاه آغاز شده و به مدت یک سال از سر بند خود در زیر دست صحرای اللّه مراد خانی تا انتهای «قلعه نو» کنونی کشیده شد.
اوج پیش رفت «پالنگری کهنه» را درزمان سلجوقیان می‌توان نام برد؛ به طوری که «پالنگرین بیگ» یکی از اُمرای قدرت مند سلجوقی در این‌جا حکومت می‌راند، درآن موقع روستای «پالنگری» (کهنه) یک قصابچهٔ بوده که حکم مرکزیت ملوک الطوائفی منطقه راداشته است و دارای مسجد، حمام، مراکز پیشه‌وری وپیله وری بوده است. استادکاران و سنگ تراشان به طورحرفهٔ دراین جا کار می‌کرده‌اند. آثار وبقایای از نمونهٔ کارهای آنان تا هنوز در این محل موجودمی باشد. سنگ‌های با کنده کاری و تراش زیبا برروی قبور اموات وجود دارد که شاهد روشن بر این گفته است.
یک نمونهٔ دیگر، سنگ عصاری خانه می‌باشد، که هم‌اکنون در زیردست قبرستان «ده کهنه» به روی زمین‌های مزروعی موجود است، این سنگ بزرگ که بین ۲ تا ۳ تن وزن دارد، با مهارت تراشیده شده و به صورت یک دایرهٔ بزرگ، با قطری بیش از نیم متر درآمده است، وسط این دایره سوراخ است؛ گویا این سنگ، جفتی شبیه خودهم داشته که اکنون دردست رس نیست. این سنگ‌ها به وسیلهٔ نیروی احشام به حرکت درآورده می‌شده وبدان طریق روغن گنجد گرفته می‌شده.
```
دیگر از نمونه‌های پیش رفت «پالنگری» آن بوده که آب چشمهٔ حاجت، یاهمان بهشت گمشده رابه وسیلهٔ لوله‌های ساخته شده از 
ساروج
 به «پالنگری» انتقال می‌دادند، این لوله‌ها در زیر زمین تعبیه شده و از زیر بستر رودخانهٔ «کُر» عبور می‌کرده است. بقایای از این نوع لوله در پوزهٔ «پالنگری» کشف شده است. جریان آب به‌طور دایم بوده و خانه‌های «پالنگری» همواره 
آب جاری
 در خود داشته است. حمام‌ها نیز از همان آب استفاده می‌نموده‌اند.
```

طبق مضمون کتاب فارس نامهٔ ناصری «پالنگرین بیگ» پسری داشت به نام «حالت خاص بیک» او جوانی برجسته، غیور و متنفذ بود؛ وقتی که میان ملک شاه سلجوقی و برادرش اختلاف افتاد، وی را به عنوان نایب الحکومة و واسطه جهت اصلاح بین خود به همدان دعوت کردند، او چند صباحی مهارحکومت را در دست گرفت، قصد تصرف دایمی حکومت به سرش زد «حالت خاص بیک» نزد خود چنین برنامه ریخت که طی نقشهٔ با دعوت از برادر ملک شاه سلجوقی که در آن زمان در جنوب ایران زندگی می‌کرد، هر دو برادر رادریک جلسه به قتل رسانیده وحکومت خودرادایمی نماید.
```
اما این نقشهٔ او در نزد ملک شاه سلجوقی افشاء شد، در شبی که فردای آن قراربود جلسهٔ آشتی میان آن دو برادر برگزار گردد، مأمورین ملک شاه سلجوقی شب هنگام، وارد اتاق خواب حالت خاص بیک شده وسر او را ازتن جدا کردند؛ سپس ملک شاه سلجوقی دستور حمله به «پالنگری» را صادر نموده و آن محل را به آتش کشید، امیر «پالنگری» از این وقایع جنون برداشته و عدهٔ زیادی از افراد مردم را یا خود کشت، یا به کشتن داد، اوضاع به‌طور جدی غیرقابل زندگی شد. گروهی زیادی از مردم «پالنگری» مجبور شدند منطقه را ترک نموده، به طرف بوانات فرارنمایند، چنان‌که تا هنوز در بوانات افراد وخانوادهای زیادی هستند که با نام خانوادگی «کامفیروزی» زندگی می‌کنند.
```

قرن‌ها و زمان‌های طولانی گذشت تااین که جرقهٔ دیگر ی در تاریخ شکوفایی «پالنگری» به وقوع پیوست وآن در زمان نادر شاه افشاربود که نسبت به این منطقه توجه خاص گردید. با توجه به آثار، نشانه‌ها و بقایای سنگ‌های که هم‌اکنون موجود، است می‌توان گفت که «پالنگری» دوباره به قصابچهٔ آباد مبدل گردید. مساجد، حمام‌ها، مغازه‌ها و حرفه‌ها دوباره رونق گرفت؛ چنان‌که سالانه مبلغ زیادی مالیات به دولت می‌پرداخت. این روند در دوره‌های زندیه وقاجاریه نیز هم چنان دوام داشت.
«در اواخر دولت صفویه وفتنهٔ افغانی محمد حسین بیگ چهارده چریک به ضابطی این بلوک برقرار گردید و چهارده چریک نام تیره ای از ایلات قشقایی است، بعد از وفات او پسرش حاجی یوسف علی بیگ کامفیروزی به جای پدر نشست، بعد از وفات او پسرش حاجی محمد حسین بیگ کامفیروزی به ضابطی این بلوک مأمور گردید، بعد از وفات او پسرش حاجی احمد خان کامفیروزی مباشر امر ضابطی گردید، بعد از وفات او حاجی اسداللّه خان کامفیروزی ضابطی این بلوک راقبول نمود. اورادو پسراست، جان محمد خان کامفیروزی چندی به عاملی «کامفیروز» برقرار و درعنفوان جوانی بدرود زندگانی را نمود. خلف الصدقش یوسف خان چون والدهٔ او دختر حامی خان کلانتر شیرازی مشهور به «بیضایی» است، در کنف تربیت اعمام مادری خود تربیت یافت و در «شیراز» متوطن گشته است. پسر دیگر حاجی اسداللّه خان کامفیروزی عالی جاه حاجی نصراللّه خان کامفیروزی است، چند سالی است که املاک موروثهٔ خود رااز دست داده و در بلوک بوانات مسکن گرفته است.»
پالنگری کهنه (ده کهنه) کنونی:
«ده کهنه» کنونی دارای ۲ قسمت می‌باشد: ۱- بخش قدیمی ۲- بخش بخش جدید که به آن «پهناب ریزی» می‌گویند، در ناحیهٔ قدیمی، خانواده‌هایی زندگی می‌کنند، که شامل چند گروه و طایفه، مانند: پالنگرینی، شولی، ترک، بنویی، سی سختی، باغ نوی، منصورآبادی، قلعه نوی … می‌شوند.
به فاصلهٔ ۵۰۰ متردورتراز محلهٔ قدیمی «ده کهنه» محلهٔ " پهناب ریزی " قرار دارد، که از لحاظ اداری جزء «ده کهنه» محسوب می‌شود.
اکثریت ساکنین " پهناب ریزی " از مردم «شول گپ» می‌باشند، چندین خانوار منصورآبادی و قلعه نوی و ده کهنه ای نیز در میان آن هاوجود دارند. همهٔ آنان از ساکنان قدیمی ده کهنه اند که طی دو دههٔ گذشته در اثر کم بود جا و زمین، به این‌جا آمده وخانه‌های مجلل ساخته‌اند.

## مردم
- زبان

مردم این روستا لرتبار هستند و به زبان لری سخن می‌گویند

## جمعیت
این روستا در دهستان کامفیروز شمالی قرار دارد و براساس سرشماری مرکز آمار ایران در سال ۱۳۸۵، جمعیت آن ۴۰۳ نفر (۱۰۱ خانوار) بوده است.